# MÁV 426 sorozat
A MÁV 426 (korábban 6342) sorozat a Siemens Desiro Classic típushoz tartozó dízel-mechanikus hajtású elővárosi motorkocsi. Beceneve „Dezső”, a Görögországból használtan vásárolt példányoké „Dezirosz”.

## Beszerzése
A MÁV motorkocsiparkjának átlagéletkora a 2000-es évek elejére elérte a 35 évet. A kor követelményeinek már nem feleltek meg sem komfort, sem gépészeti felépítettség szempontjából. Ezért a MÁV 2001-ben új motorkocsik  beszerzése mellett döntött. 2002-től az orosz államadósság ellenértékeként 40 db RA1 típusú 6341 sorozatú ikermotorkocsi érkezett Magyarországra. A MÁV az orosz ikermotorkocsik beszerzése mellett tendert írt ki további, más típusú motorkocsik beszerzésére. A beérkezett pályázatok közül a vasút szakemberei a Vogtlandbahn német magánvasút társaság színeiben 2002 márciusában bemutató jelleggel Magyarországon járt Siemens Desiro típus mellett döntöttek, és megkötötték a szerződést 13 jármű gyártására. Az ikermotorkocsik 2003 folyamán érkeztek a MÁV vonalaira.
A Desiro egy kipróbált típusnak számított, üzembeállításuk műszaki kockázatot nem jelentett. A MÁV a B’(2)B’ tengelyelrendezésű, 12 első-, 98 másodosztályú, valamint 12 felcsapható ülőhellyel ellátott dízel-hidromechanikus változatot rendelte meg, és 6342 sorozatszámmal állította forgalomba. A járművek teljesítették a hozzájuk fűzött követelményeket, így 2005 és 2006 folyamán újabb 10 db állt forgalomba a típusból, amivel a Desiro flotta 23 egységre bővült. A MÁV által rendelt összes kocsit a Siemens Transportation Systems krefeldi üzemében építették.
2009-ben a Görög Államvasutak eladásra kínált fel további 8 darab, 2003-ban gyártott motorkocsit, melyeket a MÁV megvásárolt, így a flotta egyedszáma 31-re nőtt.

## Alkalmazása
A típust először a Budapest–Esztergom-vasútvonalon állította forgalomba a MÁV 2003-ban, ahol 2006-tól teljes mértékben kiváltották az addig használt M41 sorozatú mozdony vontatta ingavonatokat, valamint a Bzmot motorkocsikat.  Hétvégenként InterCity-forgalomban megfordultak Bajára, Sátoraljaújhelyre és a nyári időszakban személyvonatként a Balaton északi partján is közlekedtek. A 2009-től beszerzett további egységeknek köszönhetően Desirókból állt össze 2009. augusztus 30-ától az észak-balatoni vasútvonalon több gyorsvonati szerelvény is. Így ezek a vonatok már nem csak a nyári szezonban láthatók a tónál. 2010-től a 142-es vonalon és a Debrecen-Mátészalka-Fehérgyarmat-vasútvonal (110-113-as vonalon) is feltűntek. A 2010/2011-es menetrendváltástól pedig egy Desiro-szerelvény Egerbe is eljutott naponta az új, Fehérgyarmat-Mátészalka-Debrecen-Füzesabony-Eger viszonylatú személyvonatok megjelenésével. A 2011/2012-es menetrendváltástól Budapest-Szentes sebesvonatokat Desirók továbbították.
2018 áprilisában az esztergomi vonalon megindult a villamos vontatás. Azóta ezen a vonalon Stadler FLIRT motorvonatok vették át a Desirók helyét.
2020 végén átcsoportosították őket a Dunántúlra, Székesfehérvárra állomásítva.
Viszonylatok, amelyeken a 426-os sorozatú motorvonatok feltűnhetnek:
| Kiinduló állomás | Célállomás     | Vonal          | Típus                  | Időszak  |
| ---------------- | -------------- | -------------- | ---------------------- | -------- |
| Győr             | Kaposvár       | 10, 26, 30, 36 | Helikon InterRégió     | naponta  |
| Szombathely      | Pécs           | 17, 30, 60     | Pannónia InterRégió    | naponta  |
| Baja             | Budapest-Déli  | 40a, 40, 46    | Sugovica expresszvonat | vasárnap |
| Budapest-Déli    | Székesfehérvár | 30             | S30 személyvonat       | vasárnap |
| Székesfehérvár   | Pusztaszabolcs | 44             | S440 személyvonat      | naponta  |
| Székesfehérvár   | Baja           | 40, 45, 46     | Gemenc InterRégió      | naponta  |
| Pécs             | Barcs          | 60             | személyvonat           | naponta  |
| Szentlőrinc      | Sellye         | 61             | személyvonat           | naponta  |
| Pécs             | Pélmonostor    | 65             | személyvonat           | naponta  |
| Villány          | Mohács         | 66             | személyvonat           | naponta  |

## Szerkezete
A MÁV számára gyártott Desiro motorkocsi két, a középső Jacobs-forgóvázon összekapcsolt részből (tagból) áll. Két hajtott és egy Jacobs-futóforgóvázzal rendelkezik. A kocsiszekrény önhordó, alumínium vázzal, a szálerősítésű műanyagból készült vezetőfülkéket előreszerelten, ragasztással rögzítik. A hajtásról a padló alatt elhelyezett, tagonként egy-egy MTU-motor (Powerpack) és a hozzá kapcsolódó ZF gyártmányú Ecomat 5 HP 600 típusú ötfokozatú, hidromechanikus hajtómű gondoskodik, ez egybe van építve egy retarderrel is. Ez a járműveknek 120 km/h végsebességet biztosít. A kocsik a beszálló részen alacsonypadlósak, a kocsiegységeket összekötő és a vezetőállás mögötti egy szakaszon – a gépi berendezések elhelyezése miatt – emelt padlószintűek. Az utastér egybefüggő tér, ahol az első- és másodosztályú utasteret egy üvegfal választja el egymástól. Az üléseket a német Franz Kiel GmbH & Co. KG szállította. A beszállóajtók a német Bode GmbH & Co KG villamos hajtású lengő-tolóajtói, amelyek nyitása a vezetőfülkéből engedélyezhető és ezután az ajtóknál elhelyezett gombokkal az utas által nyitható. Az motorkocsi csak akkor tud elindulni, ha az összes ajtó zárt és reteszelt állapotban van. Az ergonómiailag jól kialakított, légkondicionált vezetőállást az utastértől szintén üvegfal választja el. A vezetőasztal a német vasút egységesített vezetőasztala. Természetesen itt is megtalálható a számítógépes vezérlés, ami kiírja a vezetőállás monitorára, és elraktározza az üzem közbeni adatokat, hiba esetén megjeleníti a hibát, és tanácsot ad a megoldásra. A központi vezérlőegységet, vagy több jármű összekötése esetén a vezérlőkészülékeket adatbusszal és vonatvezérlő vezetékekkel kötik össze. Csatolt üzemben az összeköttetés a központi vonókészülékeken keresztül jön létre. A járművezérlés a Siemens SIBAS-32 rendszere szerinti.
Az utastájékoztatásról az IBIS információs rendszer gondoskodik, amelyek kezelőszerve a vezetőfülkében van elhelyezve. Erre a rendszerre vannak rákötve a vonat elején található úticél-kijelzők, a belső megállóhely-kijelzők, és a digitális megállóhely-bemondás. A belső megállóhely kijelző, és hangbemondás GPS helymeghatározó rendszerrel történik.
A magyar Desiro-kra, ellentétben a német változattal, felszerelték az elektromosan fűthető visszapillantó tükröket is, melyek szöge a vezetőállásból motorosan állítható, de a kihajtásuk manuális.

## Galéria

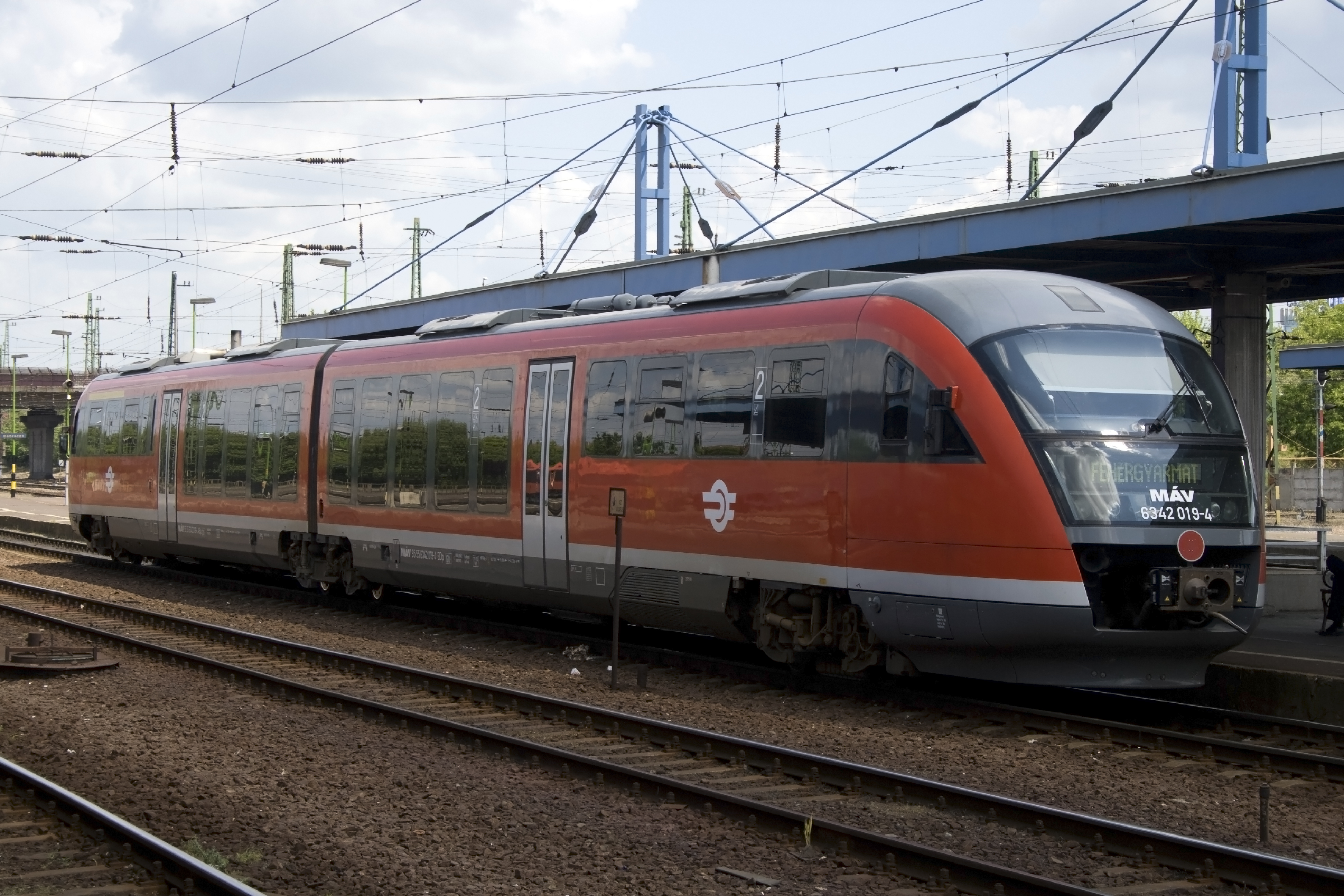
A Desiro a debreceni pályaudvaron
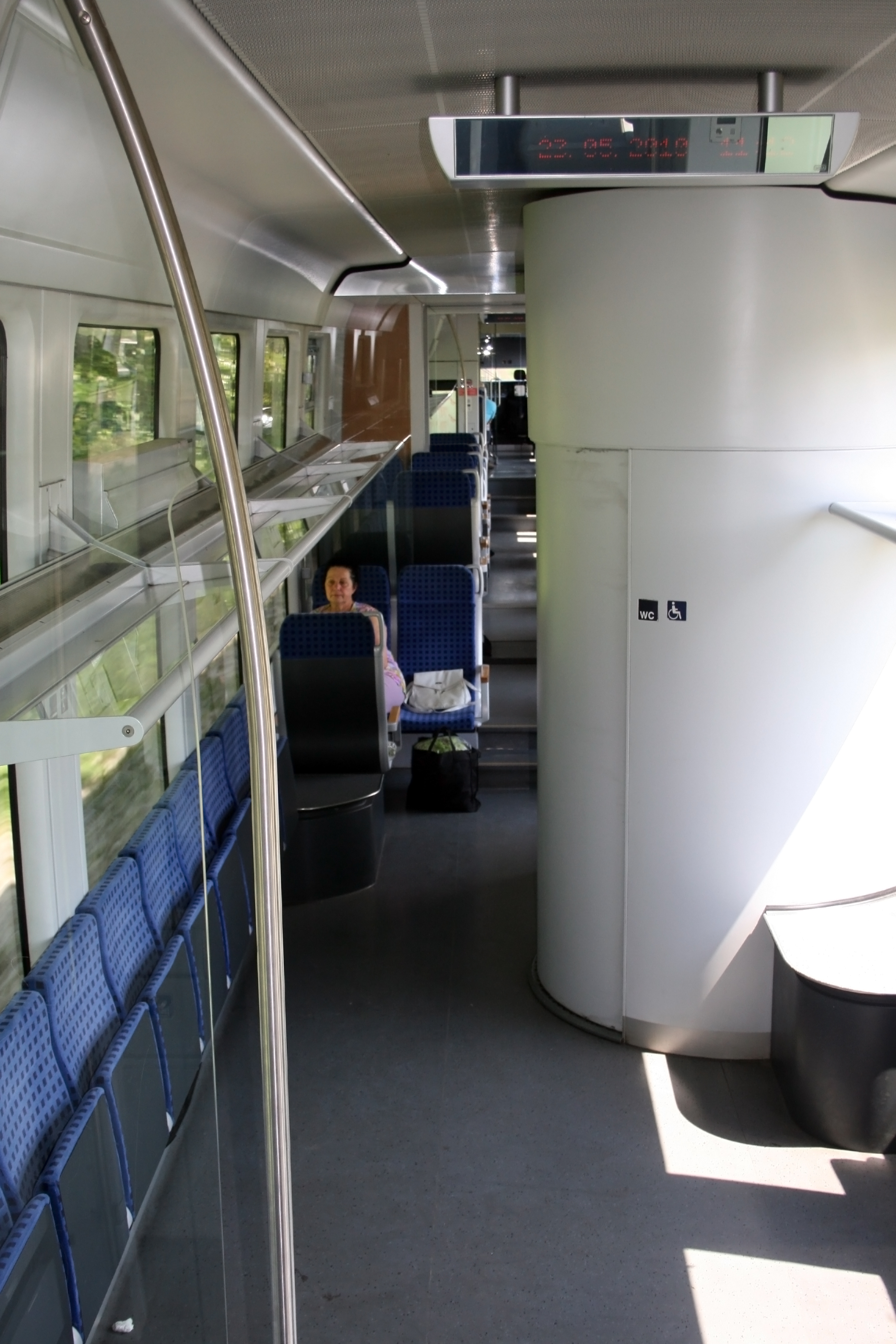
Belső kép
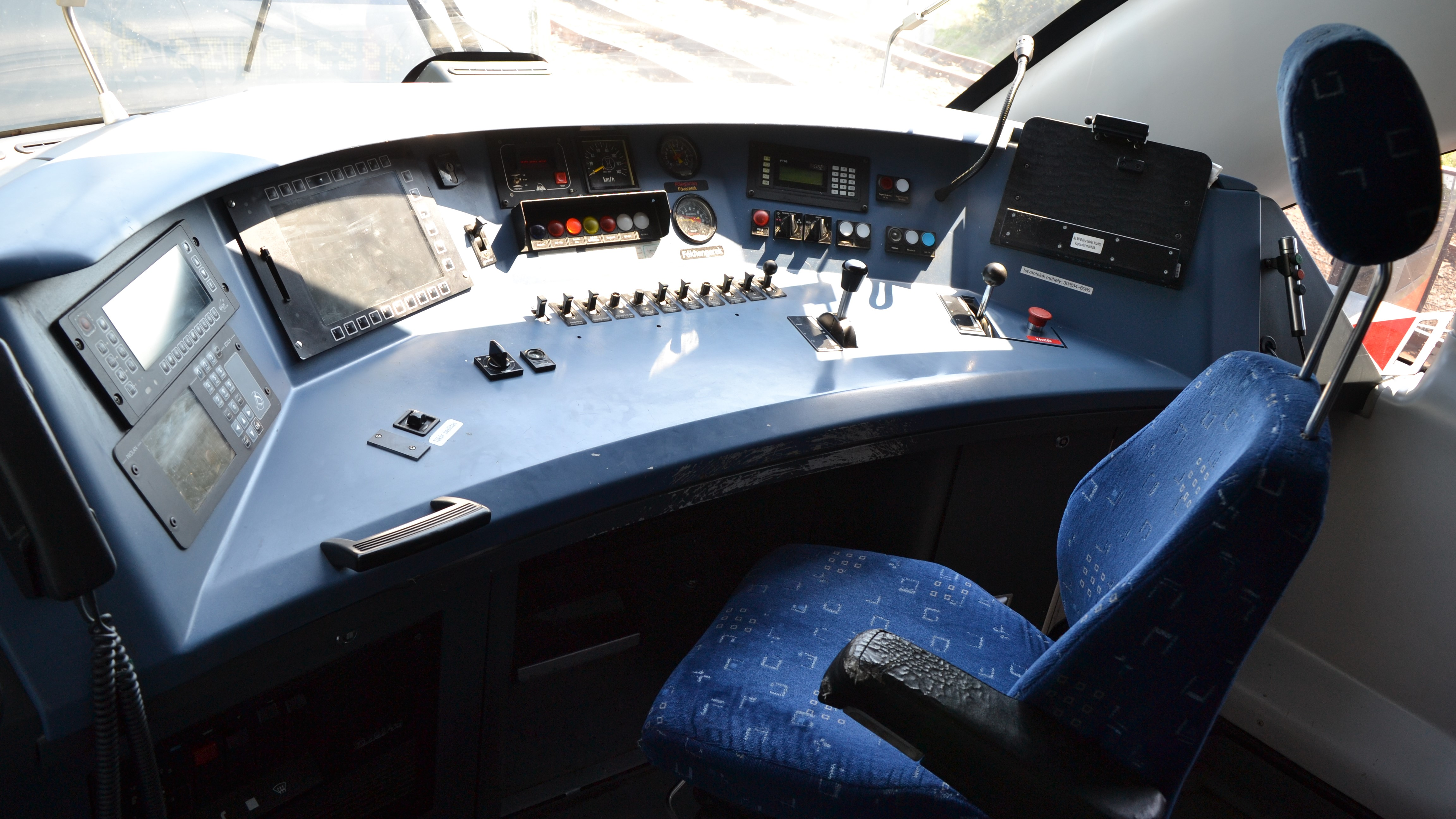
MÁV-START 426 004 vezetőállása
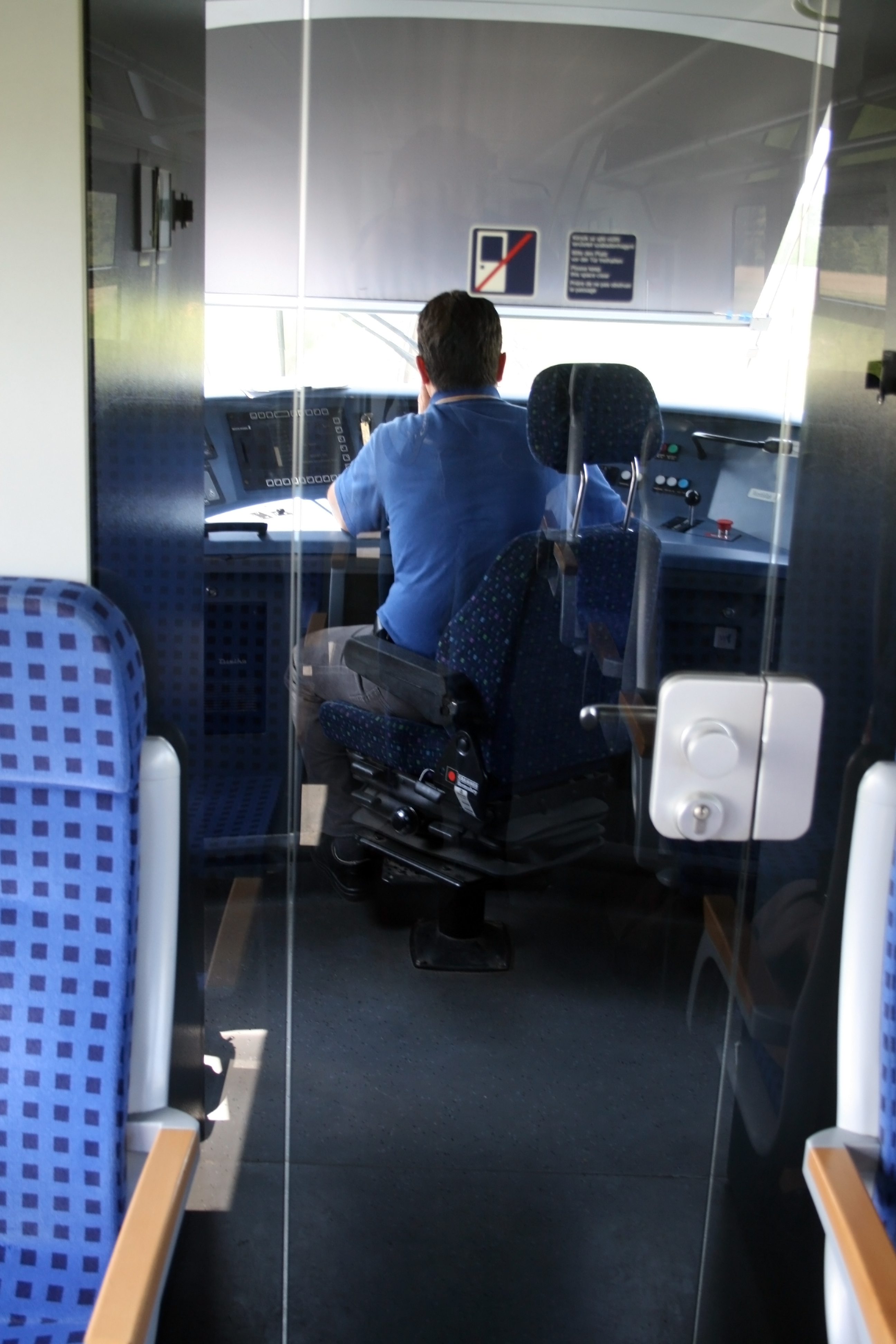
Vezetőállás
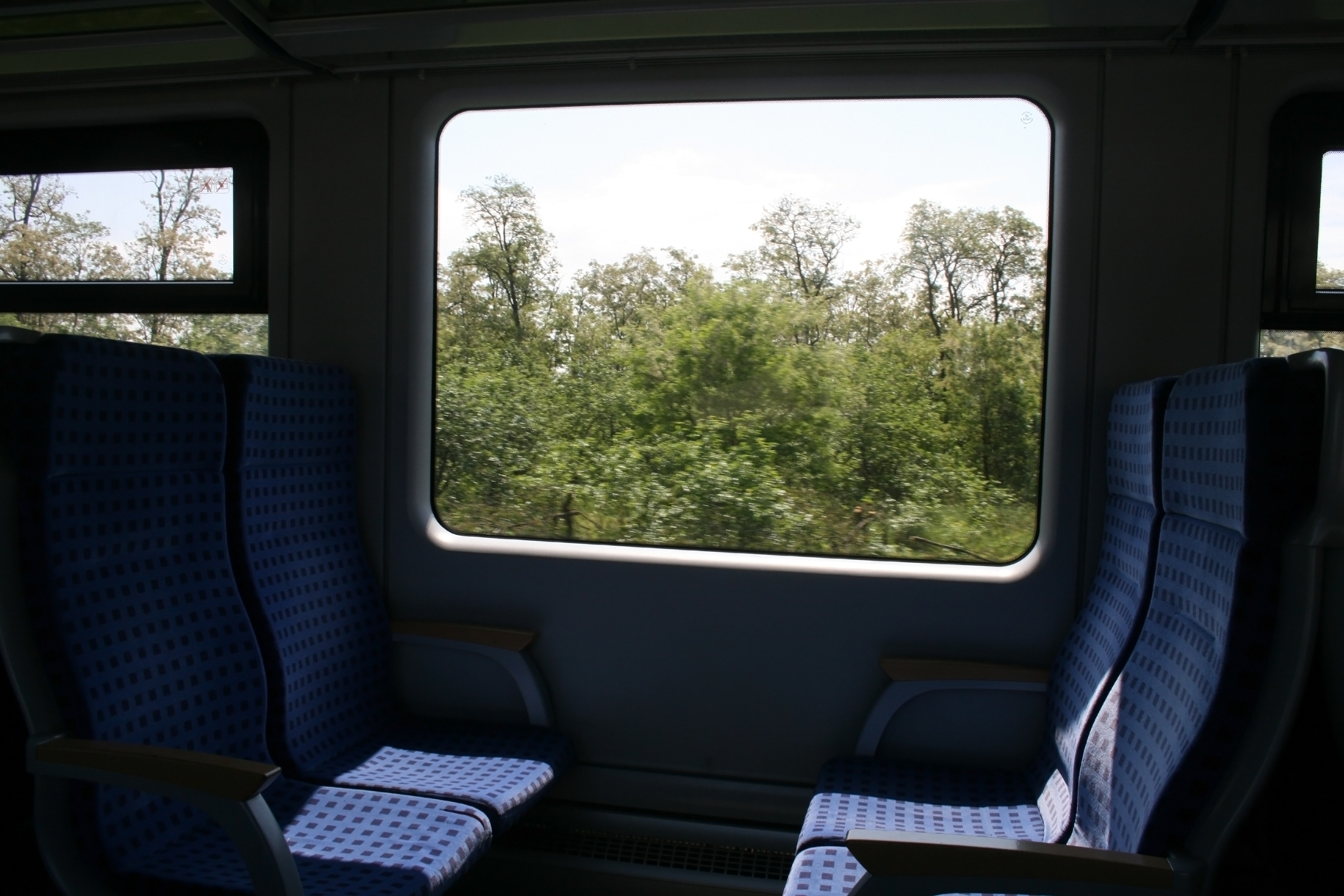
Ülések
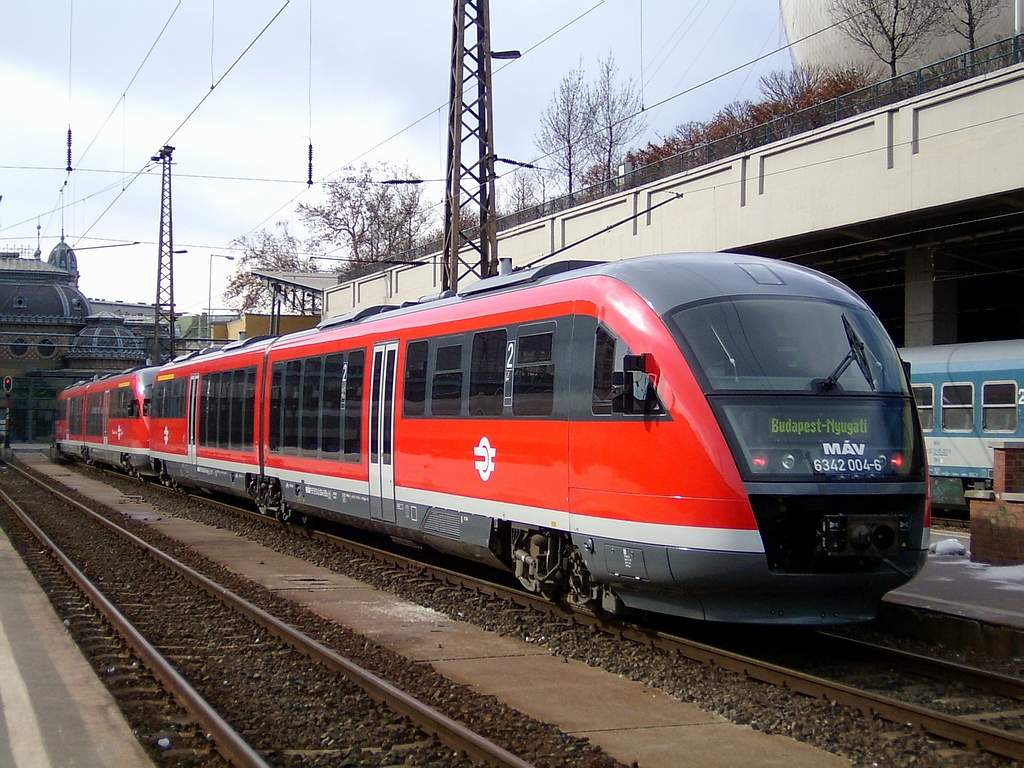
Siemens Desiro magyar színekben
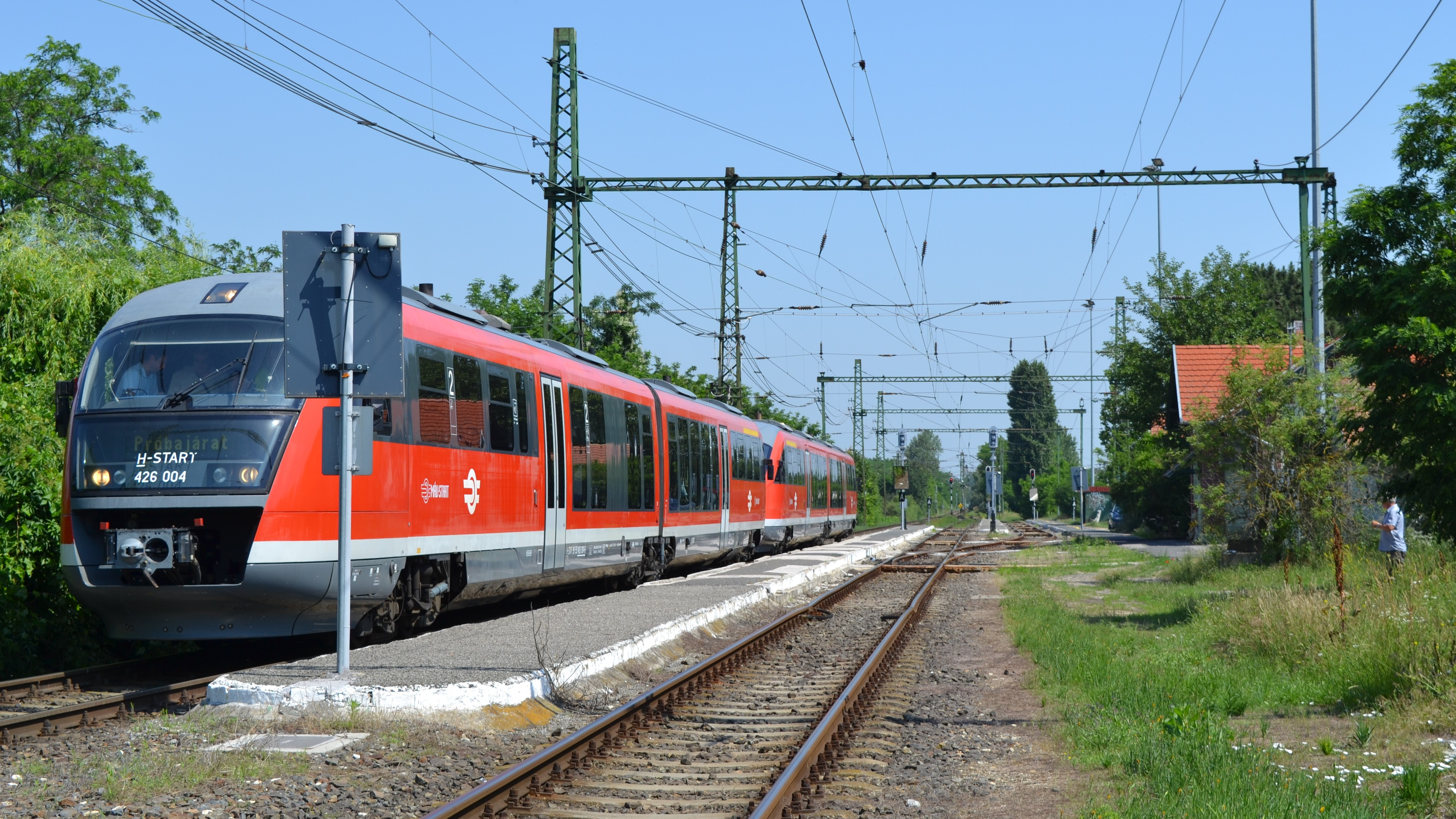
MÁV-START 426 004 és 426 022 próbaüzemben, a MÁV-HÉV szigetcsépi állomásán
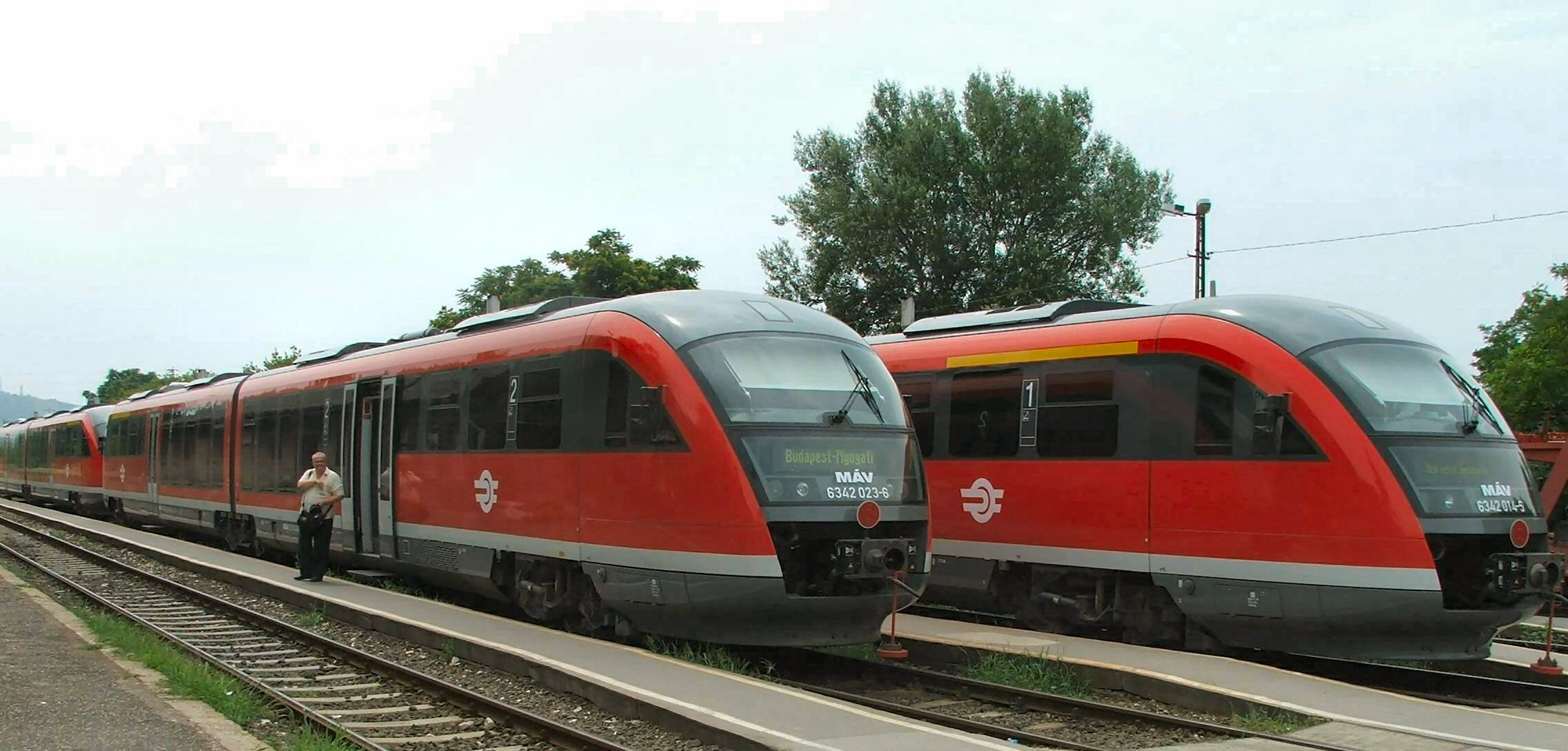
Siemens Desiro típusú dízel-motorvonatok Esztergomban